# Herrenhaus Hohehorst

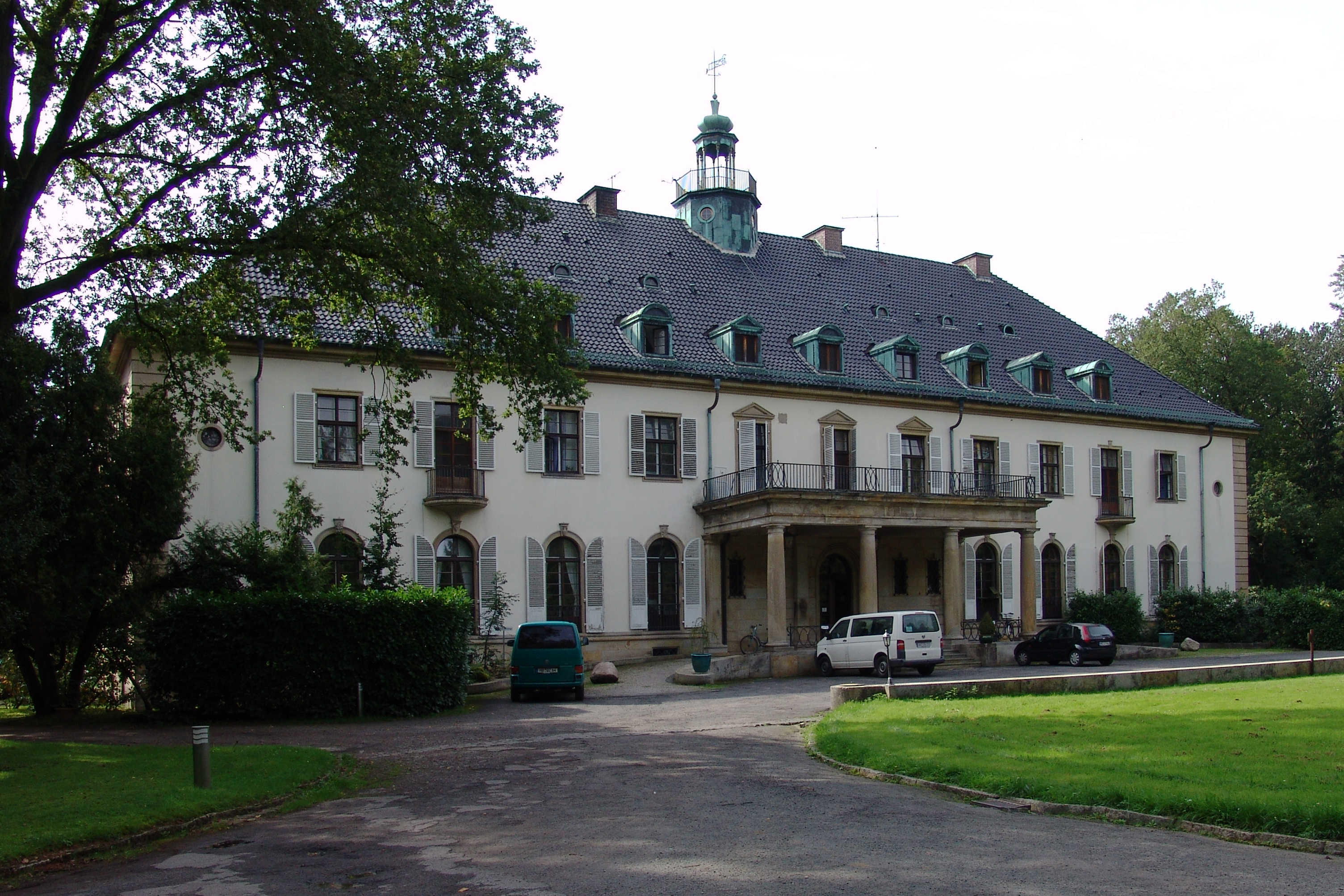
Vorderfront des Herrenhauses (2010)

Das Herrenhaus Hohehorst, auch Schloss Hohehorst genannt, ist ein Herrenhaus auf Gut Hohehorst bei Schwanewede-Löhnhorst in der Bremer Schweiz. Es wurde 1928/1929 von dem Großindustriellen G. Carl Lahusen als Land- und Sommersitz seiner Familie errichtet und ging nach dem Zusammenbruch des von der Unternehmerfamilie Lahusen betriebenen Nordwolle-Konzerns 1931 in der Konkursmasse auf. Während der Zeit des Nationalsozialismus wurde es als Lebensborn-Heim und in der Nachkriegszeit unter anderem als Krankenhaus genutzt. Bis August 2014 diente das Gebäude als Therapiezentrum für Drogenabhängige.

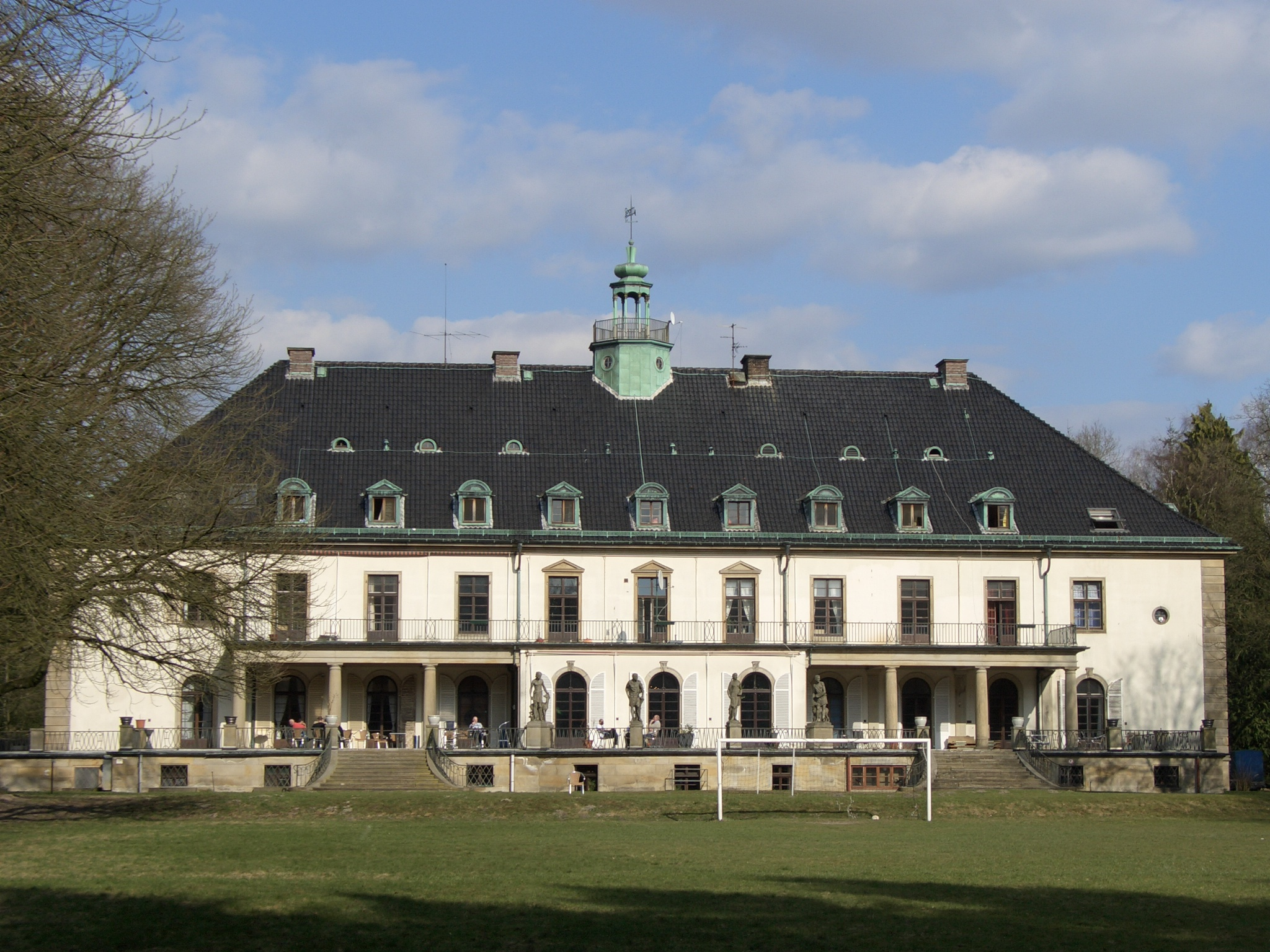
Rückansicht des Herrenhauses (2011)

## Geschichte

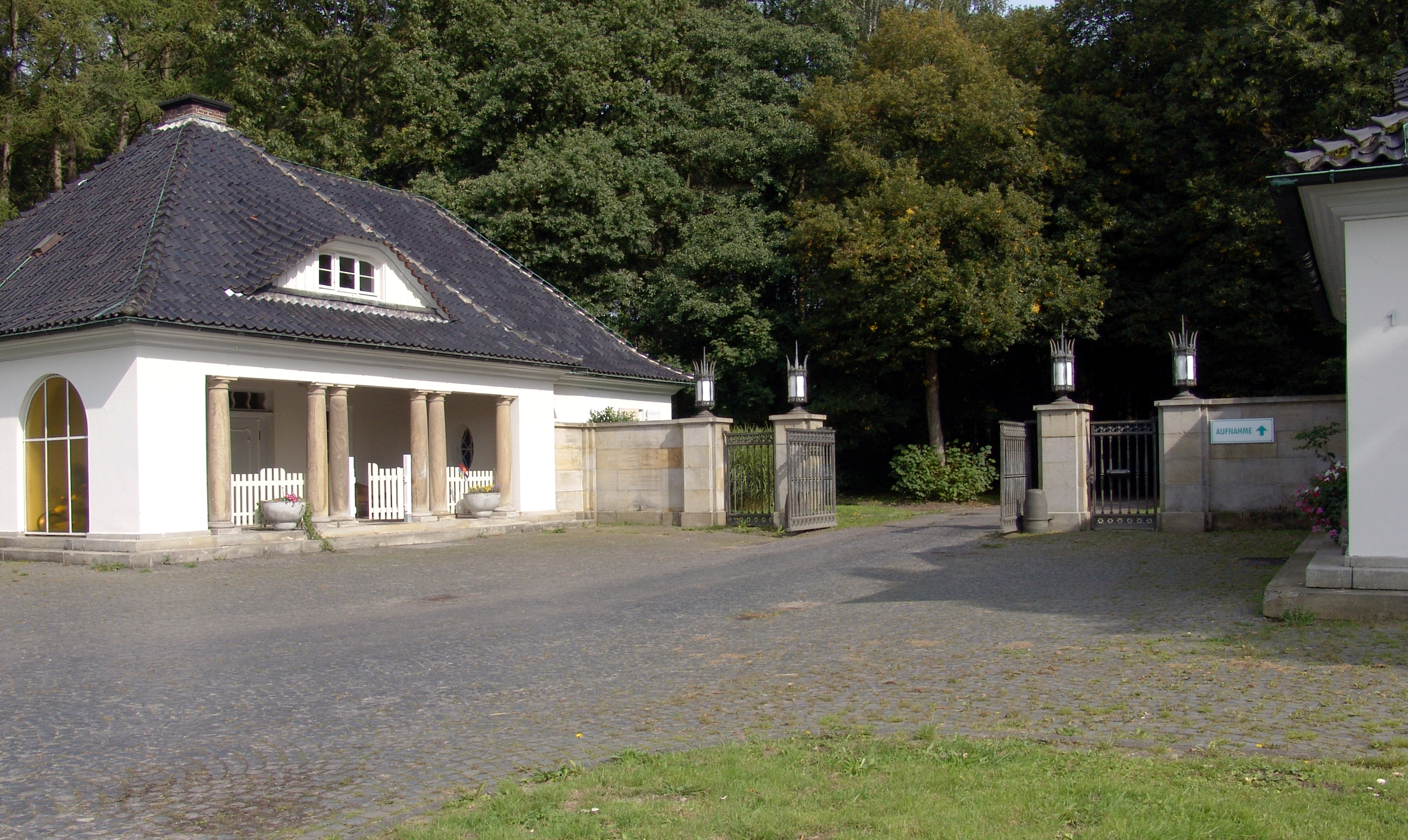
Zufahrt mit Toranlage und Torhäusern (2010)

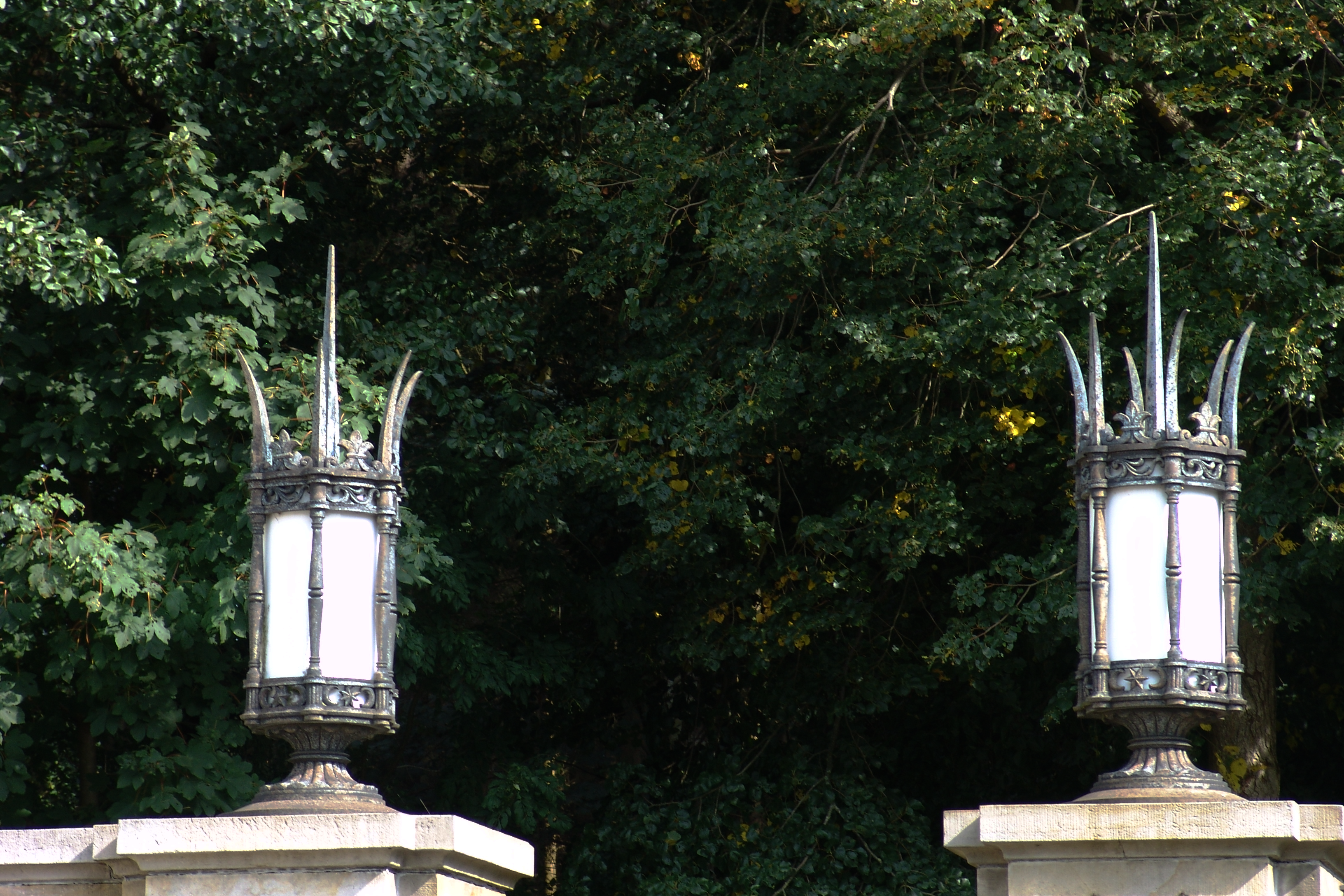
Laternenaufsätze der Torpfeiler (2010)

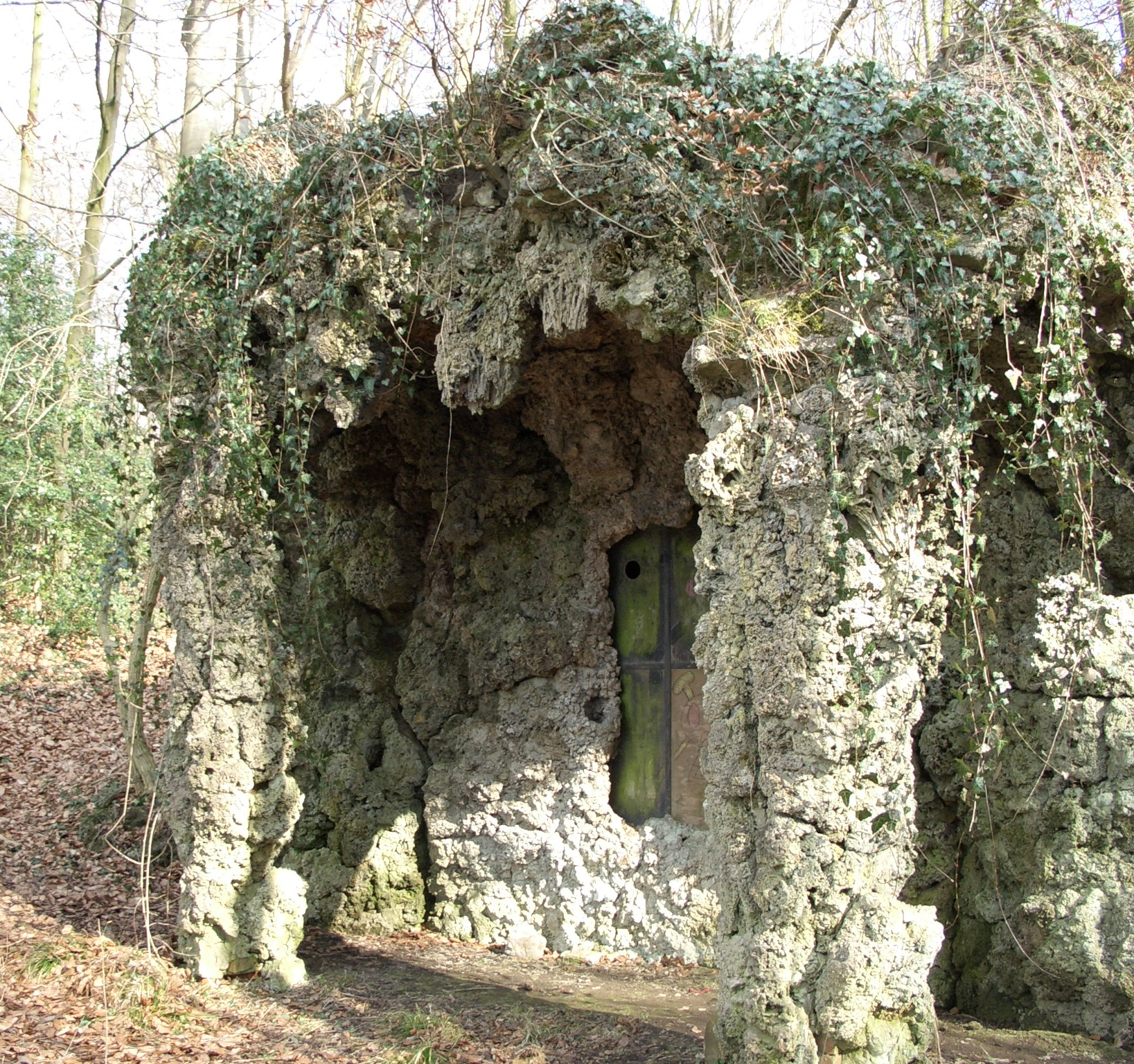
Künstliche Grotte auf dem Parkgelände (2011)

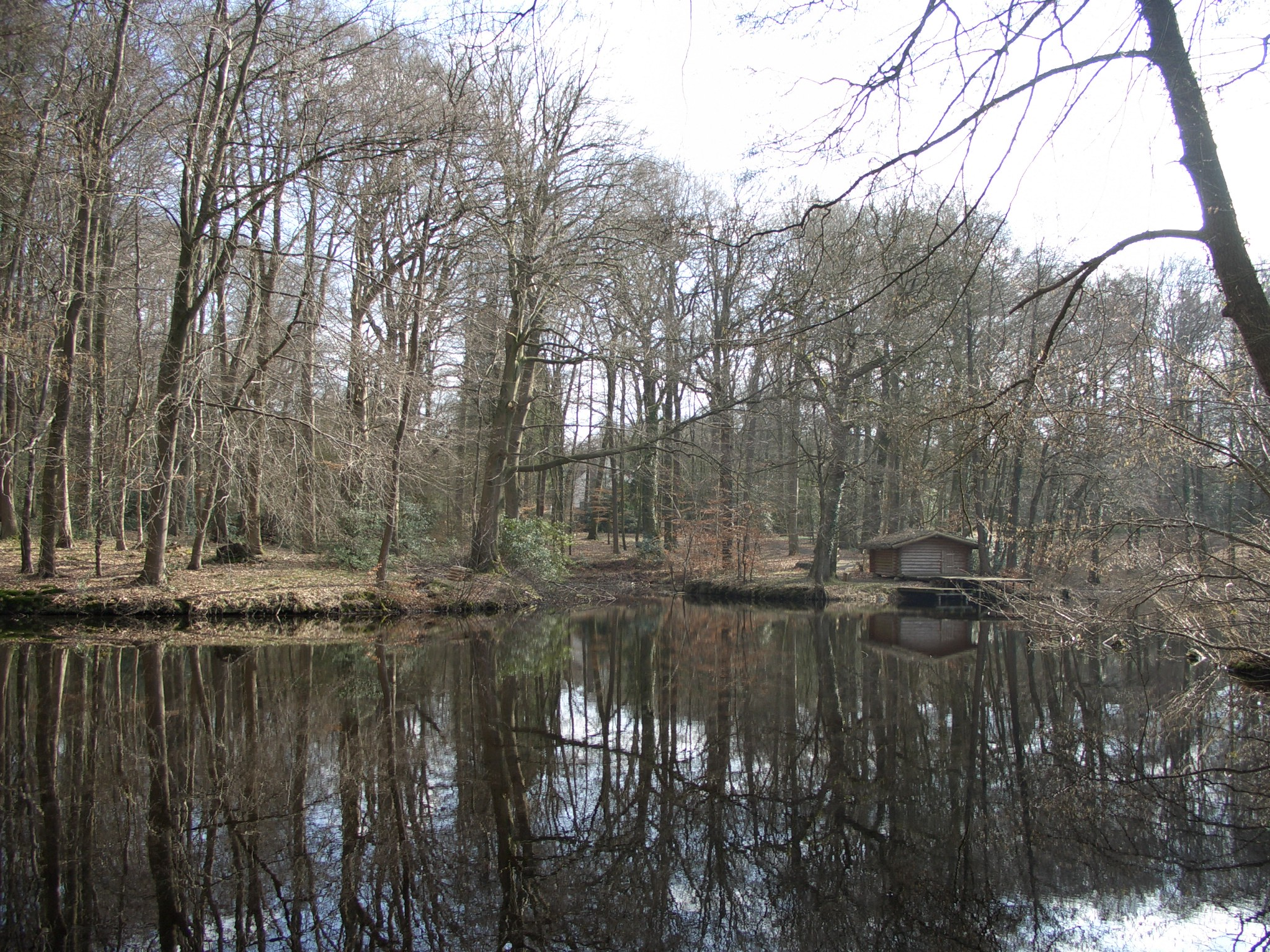
Blick auf den Badeteich mit Hütte (2011)

### Schloss, Villa, Herrenhaus
1869 ließ Reinhard Ficken (21. August 1821 in Eggestedt – 3. Juni 1873 auf Hohehorst), der in den USA u. a. mit einer Zuckerfabrik vermögend geworden war, ein Schloss im „englischen Stil“, das so genannte Schloss Hohehorst, in der Bremer Schweiz auf dem „Gut Hohehorst“ errichten. Das nordöstlich anschließende Gut Karlshorst und davon nördliche Gut Heidhof (580 ha) gehörten ebenfalls zur Gesamtanlage. Heute verläuft die Bundesautobahn 27 zwischen Hohehorst und Karlshorst.
Der Großindustrielle Carl Lahusen (Nordwolle), der das Gut von Fickens Erben  gekauft hatte, ließ das Schloss abreißen und von 1928 bis 1929 das neue Herrenhaus Hohehorst als Sommersitz seiner Familie mit einem Kostenaufwand von drei Millionen Reichsmark errichten. Das große Parkgelände wurde in Löhnhorst, heute zur Gemeinde Schwanewede gehörend, angelegt. Die Planungen und Baumaßnahmen wurden durch den Architekten Otto Blendermann geleitet. Insgesamt wirkten neben sieben Architekten auch acht Bildhauer, vier Kunstmaler und sechs Meister des Kunstgewerbes mit. Der Herrschaftssitz bestand aus 107 Zimmern (wenn man alle Keller- und Bodenräume mitzählt) und 12 Badezimmern. Zum Anwesen gehörten Park und Gutshof. Zur Unterhaltung der Anlagen wurden ca. 80/90 Parkarbeiter beschäftigt. Das „Schloss“ war mit damals modernster Technik ausgestattet. So waren alle Räume mit Telefonanschluss ausgestattet, auch die Kinderzimmer.
Nach dem Bankrott des Nordwolle-Konzerns, die Verluste beliefen sich zwischen 180 und 240 Mio. Reichsmark, haftete Carl Lahusen 1931 mit seinem Privatvermögen und allen Immobilien. Auch das Herrenhaus Hohehorst mit allen Anlagen wurde versteigert. Das Amtsgericht Lesum erteilte im September 1934 den Zuschlag für das Gut Hohehorst mit Herrenhaus der Bremer Landesbank für 500.050 Reichsmark und Ende 1934 für das Gut Karlshorst (249 ha) für 100.000 Reichsmark. Gut Heidhof übernahm zum Großteil der Preußische Fiskus. Im August 1935 erwarb die Reichsumsiedlungsgesellschaft mbH Berlin (Ruges) das Gut Hohehorst-Karlshorst nebst allen Gebäuden und Inventar.

### Lebensborn
1937 kaufte die SS-eigene Organisation Lebensborn das Anwesen für 60.000 Reichsmark. Das entsprach etwa einem Zehntel des Verkehrswertes. Die Villa wurde umgebaut und Anfang 1938 als „Heim Friesland“, Mütter- und Entbindungsheim für die Belegung von ca. 34 Müttern sowie 45 Kindern in Betrieb genommen. Das Heim stand vorzugsweise für die Nazi-Prominenz zur Verfügung. Wegen der zunehmenden Bombenangriffe auf Bremen wurde 1941 ein Teil der Bewohner in ein bayerisches Heim evakuiert und zusätzlich ein Hilfslazarett für weibliche Wehrmachtsangehörige eingerichtet. Von 1944 bis zum Kriegsende wurde das Lebensbornheim weiterbetrieben. Im Sommer 1945 besuchte der berühmte amerikanische Fotograf Robert Capa das Heim und veröffentlichte eine Fotostrecke in der amerikanischen Illustrierten LIFE.

### Nachkriegszeit
Britische Truppen besetzten das Gebiet Anfang Mai 1945. Das Gelände wurde von der US Army übernommen, die im Hauptgebäude ein Kasino einrichtete. In den Nebengebäuden wohnten Flüchtlinge und ausgebombte Familien.

### Krankenhaus
Das Rote Kreuz (DRK) pachtete 1948 das Gelände und richtete bis 1954 eine Tbc-Heilstätte ein. Nach Leerstand wurde 1958 die Stadt Bremen Eigentümerin und machte Hohehorst zur Einrichtung einer Klinik für Innere Medizin. Das Fachkrankenhaus für Innere Krankheiten Hohehorst wurde 1972 als Außenabteilung der Inneren Klinik des Zentralkrankenhauses Bremen-Nord angegliedert und 1978 aus betriebswirtschaftlichen Gründen geschlossen.
1981 übernahm der Drogenhilfe Bremen e. V. als Erbbauberechtigter die Anlagen.

### Therapiezentrum
Die HOHEHORST gGmbH, Gesellschafter ist der Drogenhilfe Bremen e. V., bot bis August 2014 als Therapiezentrum Hohehorst ambulante und stationäre Versorgung im Bereich der medizinischen Rehabilitation in Hohehorst an.

### Heute
Sowohl das Herrenhaus als auch die Parkanlage stehen unter Denkmalschutz.
Das Herrenhaus wurde nach Aufgabe des Therapiezentrums von Studenten bewohnt, die hier nach dem Grundsatz „Bewachung durch Bewohnung“ günstigen Wohnraum erhielten und als Gegenleistung das Gebäude vor Vandalismus und Verfall schützten.
Im August 2016 wurde das Gelände mitsamt allen Liegenschaften von der Stadtgemeinde Bremen an die Gut Hohehorst GmbH & Co KG verkauft, deren alleiniger Gesellschafter die in Bremen ansässige Stefespro GmbH ist.
Das gesamte Gelände ist seit Mai 2018 nicht mehr öffentlich zugänglich.

## Museale Rezeption
Das Nordwestdeutsche Museum für Industriekultur auf dem ehemaligen Nordwolle-Werksgelände in Delmenhorst, das sich vor allem der Geschichte der Nordwolle und Unternehmerfamilie Lahusen sowie der Industrialisierung im 19. und 20. Jahrhundert widmet, befasst sich in einem kleineren Ausstellungsbereich auch mit der Geschichte des Herrenhauses Hohehorst und dessen Nutzungen als Landsitz und Lebensborn-Heim.
Seit August 2007 gibt es ein von der Gemeinde Schwanewede gefördertes Ausstellungsprojekt in der Baracke Wilhelmine (An der Kaserne in Schwanewede) des Heimatvereins Neuenkirchen zum Lebensborn – Haus Friesland und zur NS-Geschichte der Region.
Seit Juni 2010 gibt es in einem der beiden Pförtnerhäuser eine Ausstellung zur Baugeschichte des Herrenhauses und zur Geschichte der Familie Lahusen.